# HAT-P-11
Coordenadas:  19h 50m 50.52s, +48° 04′ 51.1″
HAT-P-11, também designada GSC 03561-02092, é uma estrela anã laranja rica em metais a cerca de 123 anos-luz de distância da Terra na constelação de Cygnus. Esta estrela é notável pela sua relativamente grande taxa de movimento próprio. A magnitude desta estrela é de cerca de 9, o que significa que não é visível a olho nu, mas pode ser vista com um telescópio amador de tamanho médio em uma clara noite escura. A idade desta estrela é cerca de 6.5 bilhões de anos.
A estrela tem latitudes ativas que geram manchas estelares.

## Sistema planetário
Um exoplaneta, foi descoberto pelo método de trânsito do Projeto HATNet, acredita-se ser um pouco maior que Netuno.
Esse planeta orbita fora do alinhamento do eixo de rotação da estrela. O sistema é oblíquo em 100◦.
Este sistema estelar estava dentro do campo de visão da sonda especial Kepler.